# Station Teradacho
Station Teradacho (寺田駅, Teradachō-eki) is een spoorwegstation in de wijk Tennoji-ku in Osaka, Japan. Het wordt aangedaan door de Osaka-ringlijn. Het station heeft 2 sporen. Het station is vooral bekend om parkeerproblemen met fietsen (in Japan is het verplicht om fietsen op aangewezen plekken te parkeren); het gaat zelfs zo ver dat het personeel van JR reizigers helpt een parkeerplek te vinden en de spoorwegmaatschappij buurtbewoners verzoekt niet met de fiets te komen.

## Treindienst

### JR West
| 1 | ■Osaka-ringlijn | tegenwijzerzin "uchi-mawari" (内回り) naar Kyōbashi en Ōsaka |
| 2 | ■Osaka-ringlijn | wijzerzin "soto-mawari" (外回り) naar Tennōji en Nishikujō   |

## Geschiedenis
Het station werd in 1932 geopend aan de Jōtō-lijn en werd in 1961 aan de Osaka-ringlijn gekoppeld.

## Overig openbaar vervoer
Bussen 9, 11, 13 & 30

## Stationsomgeving
- McDonald's
- Mister Donut
- Yoshinoya
- Jumbo Karaoke
- Mitsubishi-bank
- Sumitomo-bank
- 7-Eleven
- FamilyMart
- Lawson

## Foto's

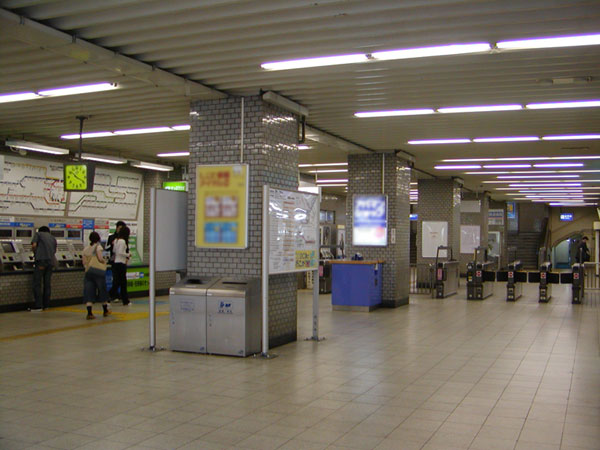
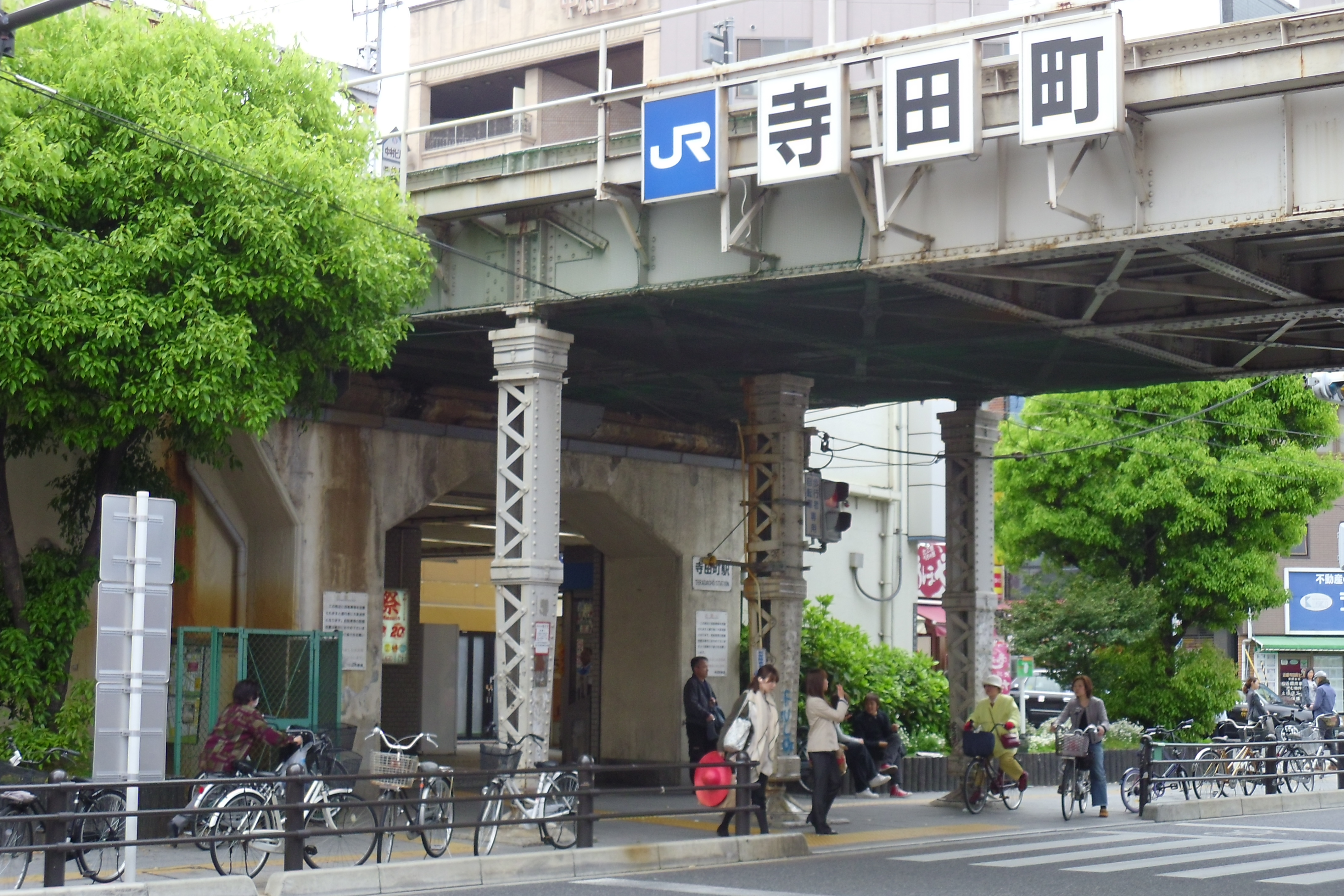

Osaka · Fukushima · Noda · Nishikujo · Bentencho · Taisho · Ashiharabashi · Imamiya · Shin-Imamiya · Tennoji · Teradacho · Momodani · Tsuruhashi · Tamatsukuri · Morinomiya · Osakajo-koen · Kyobashi · Sakuranomiya · Temma · Osaka